# Zelotes tulare
Espèce
Zelotes tulare est une espèce d'araignées aranéomorphes de la famille des Gnaphosidae.

## Distribution
Cette espèce est endémique de Californie aux États-Unis,. Elle se rencontre dans les comtés de Fresno, de Kern, de Tulare et de San Bernardino.

## Description
Le mâle holotype mesure 5,83 mm et les femelles de 6,30 à 8,66.

## Étymologie
Son nom d'espèce lui a été donné en référence au lieu de sa découverte, le comté de Tulare.

## Publication originale
- Platnick & Shadab, 1983 : A revision of the American spiders of the genus Zelotes (Araneae, Gnaphosidae). Bulletin of the American Museum of Natural History, no 174, p. 97-192 (texte intégral).